# Suka Mulya (Bangkinang Seberang)
Suka Mulya is een bestuurslaag in het regentschap Kampar van de provincie Riau, Indonesië. Suka Mulya telt 2649 inwoners (volkstelling 2010).